# Tinnura
Tinnura é uma comuna italiana da região da Sardenha, província de Oristano, com cerca de 272 habitantes. Estende-se por uma área de 3 km², tendo uma densidade populacional de 91 hab/km². Faz fronteira com Flussio, Sagama, Suni.

## Demografia
| Variação demográfica do município entre 1861 e 2011                               |
|                                                                                   |
| Fonte: Istituto Nazionale di Statistica (ISTAT) - Elaboração gráfica da Wikipedia |